# لورينزو دي وايتنج
لورينزو دي وايتنج (بالإنجليزية: Lorenzo D. Whiting)‏ (و. 1819 – 1889 م) هو سياسي من الولايات المتحدة الأمريكية .
تولى منصب سيناتور ولاية إلينوي .